# NGC 1140
NGC 1140 é uma galáxia espiral (Sm) localizada na direcção da constelação de Eridanus. Possui uma declinação de -10° 01' 41" e uma ascensão recta de 2 horas, 54 minutos e 33,5 segundos.
A galáxia NGC 1140 foi descoberta em 22 de Novembro de 1785 por William Herschel.